# Carly Lorraine Crouch
Carly Lorraine Crouch (* 8. August 1982) ist eine US-amerikanische evangelische Theologin.

## Leben
Sie ist Professorin für Hebräische Bibel/Altes Testament und Altes Judentum an der Radboud-Universität Nijmegen und wissenschaftliche Mitarbeiterin in der Abteilung für Altes Testament und Hebräische Schriften an der Universität Pretoria.
Ihre Forschung konzentriert sich auf die Schnittmenge von Theologie, Ethik und Gemeinschaftsidentitäten, mit einem historischen Schwerpunkt auf der sozialen und intellektuellen Welt des alten Israel und einem zeitgenössischen Interesse an der Relevanz dieser Arbeit für die Ethik und soziale Gerechtigkeit des 21. Jahrhunderts.

## Schriften (Auswahl)
- War and ethics in the ancient Near East. Military violence in light of cosmology and history. Berlin 2009, ISBN 978-3-11-022351-4.
- The making of Israel. Leiden 2014, ISBN 978-90-04-27469-3.
- Israel and the Assyrians. Deuteronomy, the succession treaty of Esarhaddon, and the nature of subversion. Atlanta 2014, ISBN 978-1-62837-026-3.
- mit Jeremy M. Hutton: Translating empire. Tell Fekheriyeh, deuteronomy, and the Akkadian treaty tradition. Tübingen 2019, ISBN 3-16-159026-0.